# ミッシング (2012年のテレビドラマ)
『ミッシング』（英語: Missing）は、アシュレイ・ジャッド、クリフ・カーティス、ショーン・ビーン主演の米国のミステリースリラードラマシリーズである。ABC系列で2012年3月15日から5月17日まで放送された。ABCは本作が2012年にミッドシーズン・リプレースメントとして放映されることを、2011年5月17日に発表した。第1シーズンは10話が製作されたが、ABCは2012年5月11日にシリーズをキャンセルした。番組は2012年に2つのエミー賞にノミネートされた。テレビ映画部門主演女優賞 (アシュレイ・ジャッド)および ミニシリーズ/テレビ映画/スペシャル番組劇中曲賞である。

## あらすじ
物語は18歳の息子マイケル（ニック・エバースマン）を持つ未亡人で、元CIA捜査官のレベッカ“ベッカ”・ウィンストン（アシュレイ・ジャッド）を巡って展開する。2001年、ベッカと夫ポール（ショーン・ビーン）は優秀なCIA捜査官であったが、夫が息子の目の前で車に仕掛けられた爆弾で殺された。パイロットエピソードで、マイケルは、彼はイタリアのローマで建築学の夏季講習に参加することを母親に伝える。現在花屋を経営し、通常の生活を送っているベッカは、息子を手放すことを躊躇する。一週間以上連絡がなく、マイケルが寮から退出したとの建築学校からの知らせを受け、ベッカは息子を捜索するためにローマに向かう。しかしかつての恋人だった、CIAでインターポールエージェントの男が関係する国際的な陰謀の真っ只中にいることを知る。

## キャスト
日本語吹替声優はDlifeで放送された時のもの。DVDには収録されていない。

### メインキャスト
レベッカ・“ベッカ”・ウィンストン
演：アシュレイ・ジャッド、日本語吹替：塩田朋子
元CIA捜査官。10年前、夫ポールを殺害され、その後は一人で息子マイケルを育ててきた。マイケルの失踪に巨大な陰謀が絡んでいると睨み、彼を取り戻すため見えない敵に戦いを挑む。
ダックス・ミラー
演：クリフ・カーティス、日本語吹替：志村知幸
CIAパリ支局の捜査官。マイケルの失踪事件を捜査する。
ポール・ウィンストン
演：ショーン・ビーン、日本語吹替：磯部勉
ベッカの亡き夫で元CIA捜査官。10年前、何者かによって殺害された。
マイケル・ウィンストン
演：ニック・エバースマン、日本語吹替：成瀬誠
ベッカの息子。イタリアのローマで失踪する。10年前、目の前で父ポールを殺害された。
ジャンカルロ・ロッシ
演：アドリアーノ・ジャンニーニ、日本語吹替：東地宏樹
インターポールの捜査官。ベッカに協力する。
オクサナ
演：テレザ・ヴォリスコヴァ
マイケルが幽閉先で出会った女性。

### 準レギュラー
マーティン・ニューマン
演：キース・キャラダイン
元CIA捜査官でベッカの元教官。またマイケルの名付け親でもある。
メアリー・ドレスデン
演：アーンジャニュー・エリス、日本語吹替：高乃麗
ベッカのビジネスパートナーで、親友。
バイオレット・ヒース
演：ローラ·ドネリー
ミラーのCIAチームの一員。
ジェイミー・オルテガ
演：ジーナ・マッキー
ワシントンDCに拠点を置き、ダックスの任務を統括するCIA司令官。
フィッツ・パトリック
演：ジェイソン・ウォン
ミラーのCIAチームの一員。
ラビア
演：ジェシカ・ブーン
CIAのコンピューター技術者。
ビクター・アシモフ
演：カレル・ローデン
元ロシアのエージェント。
マキシム・アシモフ
演：ニコラ・ナヴァラティル
プロの殺し屋でビクターの息子。

## シリーズの概要
| シーズン | シーズン | 話数 | オリジナル放映日 | オリジナル放映日 | DVDリリース日 | DVDリリース日 | DVDリリース日  |
| シーズン | シーズン | 話数 | 初回             | 最終回           | Region 1      | Region 2      | Region 4       |
| -------- | -------- | ---- | ---------------- | ---------------- | ------------- | ------------- | -------------- |
|          | 1        | 10   | 2012年3月15日    | 2012年5月17日    | 2012年6月12日 | N/A           | 2012年10月17日 |

## エピソード
| №  | タイトル                                              | 監督                   | 脚本                                            | 初回放送      | 合衆国視聴者数 （百万人） |
| -- | ----------------------------------------------------- | ---------------------- | ----------------------------------------------- | ------------- | ------------------------- |
| 1  | "悪夢のはじまり" "Pilot"                              | スティーヴ・シル       | グレゴリー・ポイリアー                          | 2012年3月15日 | 10.60                     |
| 2  | "因縁の再会" "The Hard Drive"                         | スティーヴ・シル       | グラント・シャーボ                              | 2012年3月22日 | 8.81                      |
| 3  | "見えてきた影" "Ice Queen"                            | スティーヴ・シル       | ポール・レッドフォード                          | 2012年3月29日 | 7.87                      |
| 4  | "裏切りの過去" "Tell Me No Lies"                      | スティーヴ・シル       | メレディス・ラヴェンダー & Marcie Ulin          | 2012年4月5日  | 7.24                      |
| 5  | "秘密の城" "The Three Bears"                          | ポール・A・エドワーズ  | アデーレ・リム                                  | 2012年4月12日 | 7.91                      |
| 6  | "追憶のパズル" "A Busy Solitude"                      | ポール・A・エドワーズ  | パトリック・マクマヌス                          | 2012年4月19日 | 7.23                      |
| 7  | "忘れえぬ痛み" "Measure of a Man"                     | フィル・エイブラハム   | ダナ・グリーンブラット & グレゴリー・ポイリアー | 2012年4月26日 | 6.98                      |
| 8  | "解き明かされた謎" "Answers"                          | フィル・エイブラハム   | ポール・レッドフォード                          | 2012年5月3日  | 6.32                      |
| 9  | "約束の果て" "Promise"                                | ジェームズ・ストロング | ジェームズ・D・パリオット                       | 2012年5月10日 | 6.37                      |
| 10 | "愛する者のために" "Rain on the Evil and on the Good" | ジェームズ・ストロング | グレゴリー・ポイリアー                          | 2012年5月17日 | 6.53                      |

## 米国以外の放送
| 国名                                                                                            | チャンネル     | 初回           |
| ----------------------------------------------------------------------------------------------- | -------------- | -------------- |
| イタリア                                                                                        | FOX            | 2012年4月30日  |
| ポーランド                                                                                      | AXN            | 2012年3月20日  |
| ポルトガル                                                                                      | AXN            | 2012年4月19日  |
| ブラジル                                                                                        | AXN            | 2012年8月8日   |
| ブルガリア · チェコ · ハンガリー · 北マケドニア · メキシコ · ルーマニア · セルビア · スロバキア | AXN            | 2012年3月15日  |
| カナダ                                                                                          | CTV            | 2012年3月15日  |
| オーストラリア                                                                                  | Seven Network  | 2012年5月1日   |
| インド                                                                                          | STAR World     | 2012年3月11日  |
| イスラエル                                                                                      | YES            | 2012年4月5日   |
| Middle East                                                                                     | OSN (censored) |                |
| フィリピン                                                                                      | FOX Asia       | 2012年4月15日  |
| 南アフリカ共和国                                                                                | MNET           | 2012年4月7日   |
| スウェーデン                                                                                    | Kanal 5        | 2012年3月18日  |
| ノルウェー                                                                                      | TVNorge        | 2012年6月12日  |
| ニュージーランド                                                                                | TV ONE         | 2012年7月2日   |
| ロシア                                                                                          | Channel One    | 2012年8月5日   |
| スロバキア                                                                                      | TV JOJ         | 2012年10月14日 |
| デンマーク                                                                                      | Kanal 5        | 2012年12月     |
| オランダ                                                                                        | NET 5          | 2013年1月1日   |
| トルコ                                                                                          | FOX            | 2013年1月9日   |
| フランス                                                                                        | France 4       | 2013年2月7日   |
| リトアニア                                                                                      | TV3 Lithuania  | 2013年3月14日  |
| 日本                                                                                            | Dlife          | 2012年8月25日  |

注：シリーズはインドのSTAR Worldで 2012年3月11日に早期初回放映された。
| Dlife 土曜 21:00枠        | Dlife 土曜 21:00枠                                   | Dlife 土曜 21:00枠     |
| 前番組                    | 番組名                                               | 次番組                 |
| ------------------------- | ---------------------------------------------------- | ---------------------- |
| リベンジ シーズン1 吹替版 | ミッシング 吹替版 （2012年8月25日 - 2012年10月27日） | SMASH シーズン1 吹替版 |
| Dlife 金曜 23:00枠        |                                                      |                        |
| リベンジ シーズン1 字幕版 | ミッシング 字幕版 （2012年8月31日 - 2012年11月2日）  | SMASH シーズン1 字幕版 |

| Dlife 月曜 23:00枠                  | Dlife 月曜 23:00枠                                  | Dlife 月曜 23:00枠                        |
| 前番組                              | 番組名                                              | 次番組                                    |
| ----------------------------------- | --------------------------------------------------- | ----------------------------------------- |
| ヴェロニカ・マーズ シーズン2 吹替版 | ミッシング 吹替版 （2013年1月21日 - 2013年3月25日） | LAW & ORDER:性犯罪特捜班 シーズン2 字幕版 |

## 他のメディア
2012年3月22日、ディズニー-ABCテレビジョングループは『ミッシング』の第1シーズンをDVDフォーマットで2012年6月12日にアメリカ合衆国、カナダ、バミューダで発売することを発表した。『Missing — The Complete First Season』と題されたパッケージには全10話と削除されたシーン、NGシーン、「イスタンブールの製作日記」、「Genesis Piece」 --その中では、アシュレイ・ジャッドとジーナ・マシューズが製作責任者グレッグ・ポアリエと番組の製作について語る。